# Бояка (Бояка)
Бояка (исп. Boyacá) — небольшой город и муниципалитет в центральной части Колумбии, на территории департамента Бояка. Входит в состав провинции Маркес.

## История
Поселение, из которого позднее вырос город, было основано в 1537 году Гонсало Хименесем де Кесадой.

## Географическое положение

Муниципалитет Бояка

Город расположен в центральной части департамента, в гористой местности Восточной Кордильеры, к северу от реки Бояка, на расстоянии приблизительно 5 километров к югу от города Тунха, административного центра департамента. Абсолютная высота — 2411 метров над уровнем моря.
Муниципалитет Бояка граничит на северо-западе с территорией муниципалитета Тунха, на северо-востоке — с муниципалитетом Сорака, на востоке — с муниципалитетом Рамирики, на юге — с муниципалитетом Хенесано, на юго-западе — с муниципалитетом Нуэво-Колон, на западе — с муниципалитетом Вентакемада. Площадь муниципалитета составляет 48 км².

## Население
По данным Национального административного департамента статистики Колумбии, совокупная численность населения города и муниципалитета в 2015 году составляла 4472 человека.
Динамика численности населения муниципалитета по годам:
| 2005 | 2006 | 2007 | 2008 | 2009 | 2010 | 2011 | 2012 | 2013 | 2014 | 2015 |
| ---- | ---- | ---- | ---- | ---- | ---- | ---- | ---- | ---- | ---- | ---- |
| 5074 | 5013 | 4958 | 4888 | 4832 | 4776 | 4700 | 4657 | 4590 | 4522 | 4472 |

Согласно данным переписи 2005 года мужчины составляли 49,2 % от населения Бояки, женщины — соответственно 50,8 %. В расовом отношении белые и метисы составляли 98,3 % от населения города; негры, мулаты и райсальцы — 1,2 %; индейцы — 0,5 %.
Уровень грамотности среди всего населения составлял 88,4 %.

## Экономика
Основу экономики Бояки составляет сельское хозяйство.

56,9 % от общего числа городских и муниципальных предприятий составляют предприятия торговой сферы, 30,9 % — предприятия сферы обслуживания, 11,2 % — промышленные предприятия, 1 % — предприятия иных отраслей экономики.